# 姫宮神社 (南伊豆町)
姫宮神社（ひめみやじんじゃ）は、静岡県賀茂郡南伊豆町一色（いしき）にある神社。

## 概要
南伊豆町の中西部、一色（いしき）地区の北部山麓に鎮座している。
創建は不詳だが、同名の式内社である伊波比咩命神社（いわひめのみことじんじゃ）に比定され、『伊豆国神階帳』にも「従四位上 いわ姫の明神」と記されている古社である。また、合祀されている三島神社は、式内社である多祁伊志豆伎命神社（たけいしつきのみことじんじゃ、『伊豆国神階帳』では「従四位上 たけしの明神」）の論社となっている。
明治6年（1873年）に村社に列する。

## 祭神
- 伊波比咩命